# Danais aurantiaca
Danais aurantiaca là một loài thực vật có hoa trong họ Thiến thảo. Loài này được Homolle mô tả khoa học đầu tiên năm 1936.